# Hans Kolbe (Landrat)

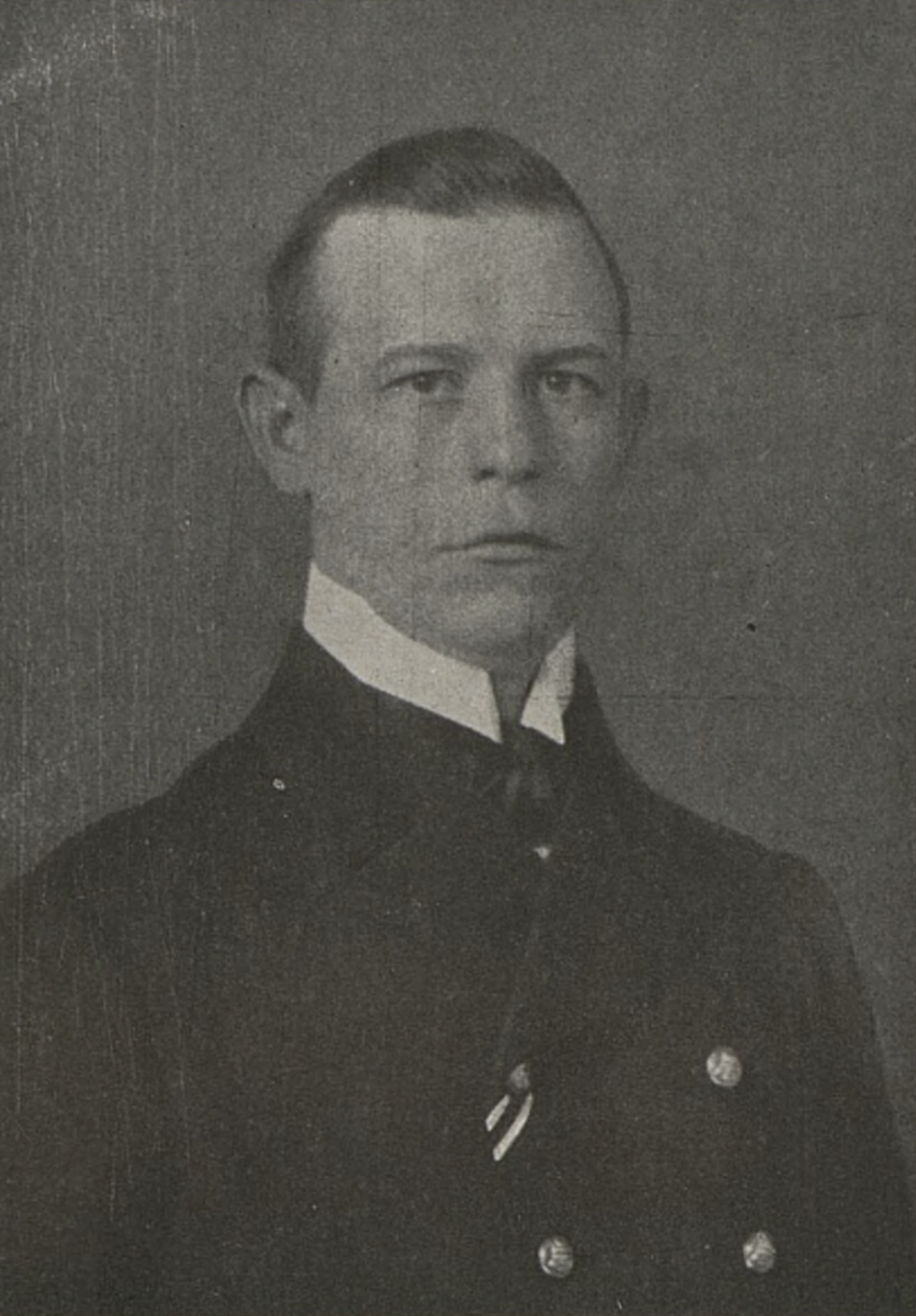
Hans Kolbe (c. 1918)

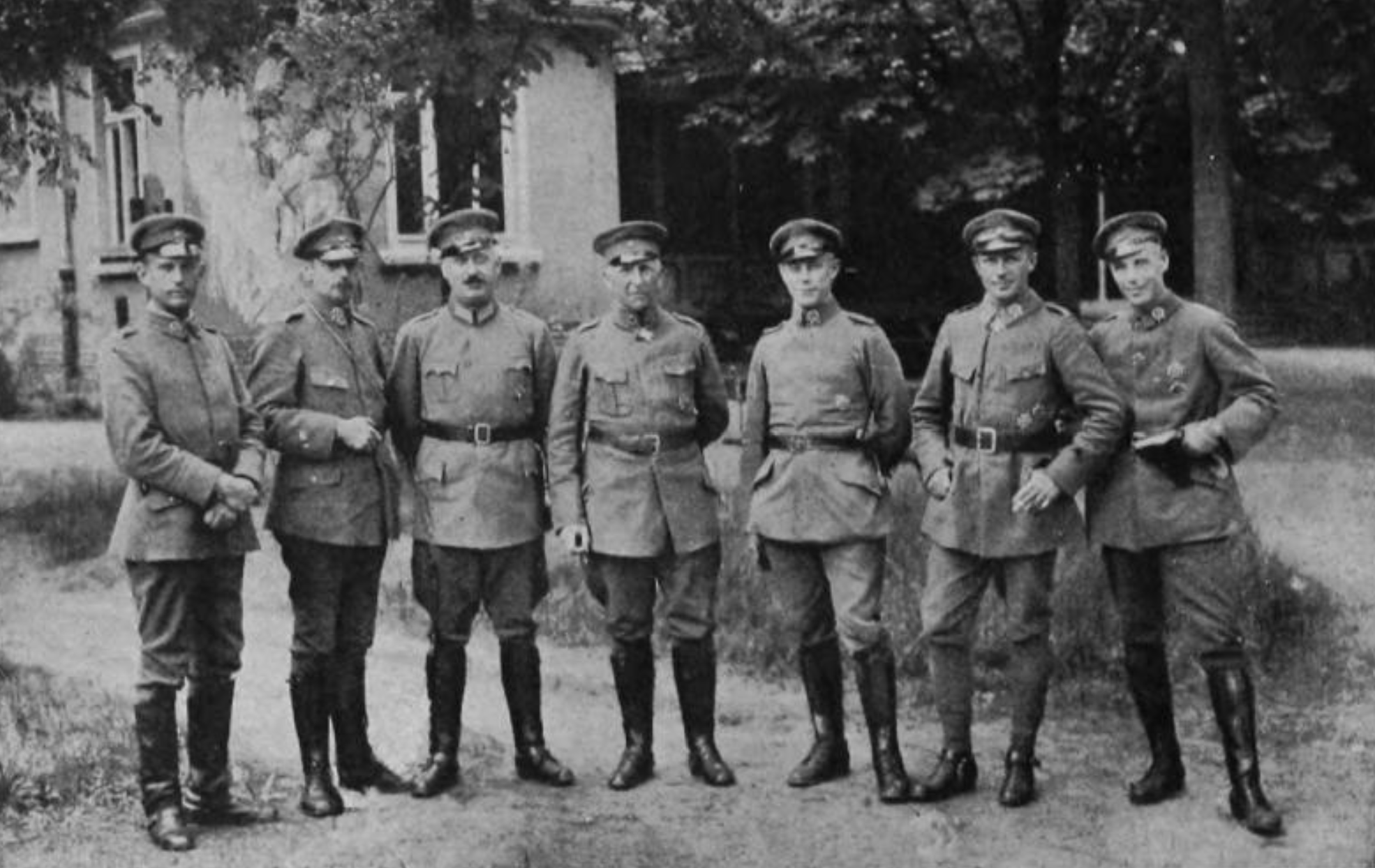
Offiziere der Marine-Brigade von Loewenfeld, darunter Kolbe (3. von rechts)

Hans Georg Victor Udo Kolbe (* 11. Mai 1882 in Erfurt; † 8. September 1957 in Hestoft bei Ulsnis) war ein deutscher Marineoffizier und nationalsozialistischer Landrat des Kreises Schleswig und zeitweise gleichzeitig amtierender Landrat des Kreises Eckernförde.

## Leben
Hans Kolbe war ein Sohn des Hauptmanns a. D. Johannes Kolbe und Elsa, geb. Rusche.
Er trat im April 1900 in die Kaiserliche Marine ein. Am 16. Dezember 1900 überlebte er vor Málaga den Untergang des Schulschiffs Gneisenau. Seine zweite Auslandsreise war ab Januar 1901 auf der Stein. Von April 1901 bis April 1902 besuchte er die Marineschule. Ab Oktober 1902 diente er für drei Jahre auf der Kaiser Wilhelm II. Anschließend war er bis Oktober 1908 auf Torpedobooten eingesetzt. Von Juli 1909 bis Mai 1911 war er in Ostasien Kommandant der Taku und wurde am 10. April 1911 Kapitänleutnant. Anschließend war er bis 1914 Kommandant von G 192. Ab Dezember 1914 war er bis April 1917 Chef der 2. Torpedoboots-Halbflottille und anschließend bis Kriegsende Chef der 3. Torpedoboots-Halbflottille.
In den Nachkriegsjahren war er 1919/20 Bataillonskommandeur in der Marine-Brigade von Loewenfeld, mit welcher er an Kämpfen in Berlin, Oberschlesien und im Ruhrgebiet teilnahm. Für ein Jahr war er in der Reichsmarine bis 1921 Chef der 111. Minensuchflottille. Am 21. Februar 1920 war er Korvettenkapitän geworden. Von 1921 bis 1923 kommandierte er die Küstenwehrabteilung III in Kiel. Am 1. Mai 1925 erfolgte seine Beförderung zum Fregattenkapitän und er war bis 1926 Chef des Stabes der Torpedo- und Mineninspektion. Von 1926 bis 1929 war er, ab 1. Januar 1928 Kapitän zur See, Kommandant des Kreuzers Berlin. 1929/30 war er Chef des Stabes der Marinestation der Ostsee in Kiel, wurde dann für ein Jahr Inspekteur der Torpedo- und Mineninspektion. Von 1932 bis 1934 war er Befehlshaber der Aufklärungsstreitkräfte. Mit der Ernennung zum Vizeadmiral wurde er am 30. September 1934 in den Ruhestand verabschiedet.
Zum 1. Oktober 1934 trat er in die NSDAP ein (Mitgliedsnummer 2.063.199). Noch im selben Jahr wurde er auf Vorschlag des Gauleiters Hinrich Lohse kommissarischer Landrat des Kreises Schleswig, 1936 wurde er nominell zum Landrat ernannt. Während des Zweiten Weltkrieges erhielt Kolbe zeitweise auch die Verantwortung für den Kreis Eckernförde. Dort vertrat er den in die Ostgebiete versetzten Walter Alnor und später den an der Ostfront tätigen Peter Matthiessen. Ende Oktober 1936 wurde Kolbe Gauamtsleiter des Reichskolonialbundes und 1941 „ehrenhalber“ SS-Standartenführer. In dieser Position stellte er Polizeikräfte für die Exekution polnischer Zwangsarbeiter zur Verfügung, die sich mit einer deutschen Frau eingelassen hatten. Unbeteiligte Zwangsarbeiter zwang er, Zeuge dieses Kriegsverbrechens zu werden.
Nach Kriegsende wurde er von den Briten verhaftet und im Lager Gadeland bei Neumünster interniert. Nach der Entlassung kehrte er im März 1946 zunächst nach Schleswig zurück und zog anschließend in sein Haus in Hestoft bei Ulsnis.
Am 7. Dezember 1912 heiratete er in Erfurt Irmela Junkers.
Hans Kolbe liegt auf dem Kieler Nordfriedhof begraben.